# Tortí
Tortí è un comune (corregimiento) della Repubblica di Panama situato nel distretto di Chepo, provincia di Panama. Si estende su una superficie di 974,5 km² e conta una popolazione di 9.297 abitanti (censimento 2010).